# Benedikt Stienen
Benedikt Stienen (ur. 12 stycznia 1992) – niemiecki lekkoatleta specjalizujący się w rzucie dyskiem. 
W 2009 odpadł w eliminacjach mistrzostw świata juniorów młodszych, a w 2011 zdobył brązowy medal mistrzostw Europy juniorów. Reprezentant Niemiec w meczach międzypaństwowych. 
Rekord życiowy: 60,84 (13 maja 2017, Wiesbaden).

## Osiągnięcia
| Rok  | Impreza                               | Miejsce          | Lokata            | Wynik |
| ---- | ------------------------------------- | ---------------- | ----------------- | ----- |
| 2009 | Mistrzostwa świata juniorów młodszych | Tyrol Południowy | el. – 15. miejsce | 54,17 |
| 2011 | Mistrzostwa Europy juniorów           | Tallinn          | 3. miejsce        | 62,33 |
| 2013 | Młodzieżowe mistrzostwa Europy        | Tampere          | 9. miejsce        | 57,23 |